# Nosorożcowate
Nosorożcowate, nosorożce (Rhinocerotidae) – rodzina dużych ssaków z rzędu nieparzystokopytnych (Perissodactyla). Kiedyś liczyła 70 rodzajów, z których obecnie żyją 4 liczące 5 gatunków, Osiągają dość duże rozmiary i masę ciała, największy jest nosorożec biały. Ich cechą charakterystyczną jest keratynowy róg bądź dwa rogi na nosie, większe u gatunków afrykańskich, osiągające do 130 cm długości. Zamieszkują różnorodne siedliska, od suchych do podmokłych, żywiąc się trawą bądź wyższą roślinnością. Samce wykazują pewne cechy terytorialne i brutalnie walczą o samicę, wykorzystując rogi bądź ciosy. Samica rodzi zwykle jedno młode po długiej ciąży, w którą zachodzi co 2–3 lata.
Intensywne polowania celem zdobycia rogów znacznie zmniejszyły zasięg występowania i liczebność wszystkich gatunków. Większość nosorożców jest zagrożonych wyginięciem, z czego trzy krytycznie zagrożone, w tym nosorożec jawajski, uznawany za najbardziej zagrożonego ssaka świata.

## Genetyka
Większość nosorożcowatych cechuje się diploidalną liczbą chromosomów 82, aczkolwiek nosorożec czarny ma ich 84. Jest to prawie największa liczba chromosomów wśród ssaków, jedynie pewne gatunki gryzoni mają ich więcej w genomie. Ponadto w kariotypie nosorożca białego południowego dostrzeżono translokację robertsonowską.

## Budowa

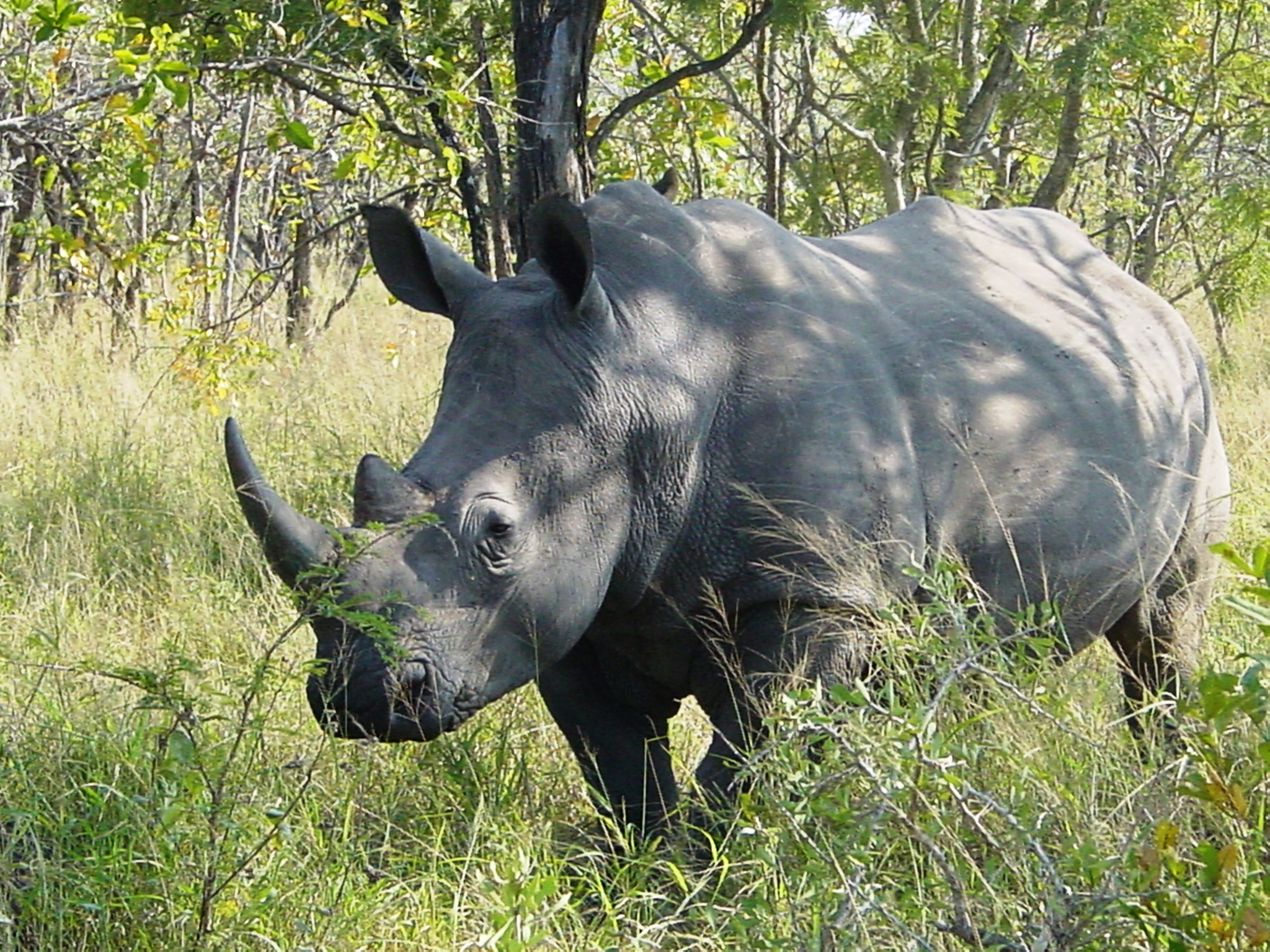
Największym ze współczesnych nosorożcowatych jest nosorożec biały

Nosorożcowate należą do największych współczesnych ssaków, mimo że nie dorastają rozmiarów swych wymarłych krewnych Indricotheriinae. Obecnie największy przedstawiciel rodziny, nosorożec biały, jest czwartym pod względem wielkości lądowym ssakiem. Wyprzedzają go jedynie 3 gatunki słoni. Waży pomiędzy 1350 a 3500 kg. Kolejne, piąte, miejsce zajmuje nosorożec czarny. Waży między 800 a 1300 kg. Z drugiej strony najmniejszym przedstawicielem nosorożcowatych jest obecnie nosorożec sumatrzański o masie ciała między 600 a 950 kg. Niemniej w przeciwieństwie do nosorożców z Afryki i nosorożca indyjskiego nosorożce sumatrzański i jawajski poznane są słabo i nawet podstawowe dane o ich wielkości czy masie ciała są nieliczne.
Długość ciała 236–420 cm, długość ogona 25–70 cm, wysokość w kłębie 100–200 cm; masa ciała 600–3500 kg.
Dymorfizm płciowy raczej nie występuje, samce i samice są zwykle podobnej wielkości bądź samce nieznacznie tylko przerastają płeć przeciwną. W przypadku nosorożców indyjskich hodowanych w niewoli samce są istotnie większe od samic, czego nie obserwuje się w naturze.
Najbardziej zwracającą uwagę cechą dzisiejszych nosorożcowatych, od której zresztą bierze źródłosłów nazwa rodziny, jest obecność rogów. U afrykańskich przedstawicieli rodziny występują zwykle 2 rogi, większy nosowy i mniejszy czołowy. Dwa znacznie mniejsze rogi zdobią też głowę nosorożca sumatrzańskiego. Przedstawiciele rodzaju typowego mają tylko jeden róg. U nosorożca czarnego róg nosowy może osiągać aż 130 cm długości. Znacznie mniej, od 2 do 55 cm, mierzy róg czołowy. Nosorożec biały nosi róg nosowy mający od 94 do 102 cm i róg czołowy osiągający także do 55 cm. Najmniejsze rogi ma prawdopodobnie nosorożec sumatrzański. U okazów muzealnych tego gatunku mierzą one od 25 do 80 cm, ale trudno powiedzieć, czy wielkość ta jest reprezentatywna dla dziko żyjącej populacji. Nosorożec indyjski ma róg wielkości 24–25 cm, podobny róg występuje u nosorożca jawajskiego. W przeciwieństwie do wielu innych rogatych zwierząt, jak wołowate, kameleony czy inne jaszczurki, rogi nosorożców nie posiadają kostnego rdzenia. W całości buduje je keratyna ze zmagazynowanym wapniem i melaniną. Podobną budowę mają paznokcie innych zwierząt. Czyni to rogi nosorożców podatnymi na zużycie. Ścierają się one z czasem. Z drugiej strony cały czas rosną, nawet aż 7 cm na rok, jak u nosorożca białego, jednakże wyjściowy efekt często sumuje się do zera. Ścieranie natomiast czyni rogi cieńszymi u czubka. Ponadto skład chemiczny rogu zależy od miejsca życia osobnika. Obserwowano bezrogie samice. Także pierwsze nosorożcowate w zapisie kopalnym nie miały jeszcze rogów, pojawiły się one później, pierwszy raz u oligoceńskiego Diceratherium.
Funkcją rogów jest ochrona zwierzęcia. Zaniepokojony nosorożec czarny szarżuje przed siebie, aczkolwiek jego szarża rzadko przeradza się w rzeczywisty atak. Rodzi to pytania o zasadność odcinania rogów zwierzętom celem ochrony ich przed kłusownikami. Istnieje bowiem obawa, że pozbawienie matki rogu, a więc narzędzia obrony, znacząco zwiększa śmiertelność młodych padających ofiarą lwów i krokut. Samce nosorożców używają rogów także w walkach między sobą.
Taksony azjatyckie odróżniają się od afrykańskich obecnością ciosów w żuchwie samców, osiągających u nosorożca indyjskiego aż 9,5 cm, u pozostałych dwóch gatunków znacznie mniej. Są ostre. Ich również samce używają w walkach z innymi samcami, ale też w stosunku do samic i cieląt. Nosorożce azjatyckie w mniejszym stopniu walczą za pomocą rogów, pozostających jedyną bronią ich afrykańskich krewnych. Prawdopodobnie gruba i pofałdowana skóra otaczająca okolice karku i ramion tych zwierząt stanowi rodzaj ochrony przed ugryzieniami innych samców.
Charakterystyczną cechą nosorożca czarnego jest długa, chwytna górna warga, ułatwiająca mu zrywanie wyższej roślinności. Natomiast nosorożec biały posiada szerokie wargi przydatne w pasieniu się trawą. Od tejże wargi pochodzi wedle jednej z hipotez jego nazwa, jako że nie jest on barwy białej. Holenderskie wijd stanowiło odpowiednik angielskiego wide, szeroki, nie white, biały, i odnosiło się do szerokiej wargi właśnie. Chociaż pochodzenie nazwy z holenderskiego nie wydaje się prawdopodobne i istnieje przynajmniej 9 innych hipotez tłumaczących nazwę, ta w dalszym ciągu jest rozpowszechniona.
Wzrok jest słaby i nosorożce słabo widzą na odległość. Mierzące się wzrokiem samce muszą zbliżyć się do siebie na kilka metrów, by się widzieć. Znacznie lepiej rozwinęły się słuch i węch tych ssaków, ten ostatni wykorzystywany do znakowania terytoriów odchodami i moczem.
Kończyny wydają się krótkie, niemniej na krótkich dystansach umożliwiają zwierzęciu osiągnięcie prędkości 55 km/h. Kończą się trzema palcami. U zamieszkujących pustynie nosorożców czarnych istotną rolę odgrywają mięsiste poduszki pod kopytami, pomagające utrzymać stabilność na piasku.

## Systematyka

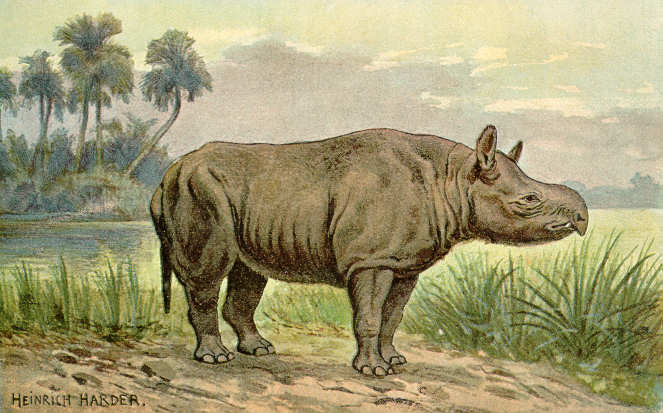
Do rodziny należy wiele wymarłych rodzajów nosorożców bezrogich, jak Aceratherium

Nosorożcowate są rodziną należącą do rzędu nieparzystokopytnych. W dziewiętnastowiecznych ujęciach współtworzyły rząd gruboskórych.
Do rodziny należy jedna występująca współcześnie podrodzina:
- Rhinocerotinae J.E. Gray, 1821 – nosorożce

Opisano również podrodziny wymarłe:
- Aceratheriinae Dollo, 1885
- Diceratheriinae Dollo, 1885
- Elasmotheriinae Bonaparte, 1845

Wymarłe rodzaje bazalne:
- Epiaceratherium Abel, 1910[16]
- Menoceras Troxell, 1921[17]
- Molassitherium Becker & Antoine, 2013[18]
- Protaceratherium Abel, 1910[19]
- Ronzotherium Aymard, 1854[20]
- Trigonias F.A. Lucas, 1900[21]
- Uintaceras Holbrook & S.G. Lucas, 1997[22]

Wymarłe rodzaje o statusie incertae sedis:
- Amphicaenopus Wood, 1927[23] – jedynym przedstawicielem był Amphicaenopus platycephalus (Osborn & Wortman, 1894)
- Gulfoceras Albright, 1999[24] – jedynym przedstawicielem był Gulfoceras westfalli Albright, 1999
- Itanzatherium Belyayeva, 1966[25] – jedynym przedstawicielem był Itanzatherium angustirostre Belyayeva, 1966
- Penetrigonias Tanner & Martin, 1976[26]
- Pleuroceros Roger, 1898[27]
- Symphysorrhachis Belyayeva, 1954[28] – jedynym przedstawicielem był Symphysorrhachis brevirostris Belyayeva, 1954
- Teleoceras Hatcher, 1894[29]
- Woodoceras Prothero, 2005[30] – jedynym przedstawicielem był Woodoceras brachyops Prothero, 2005.

## Ewolucja

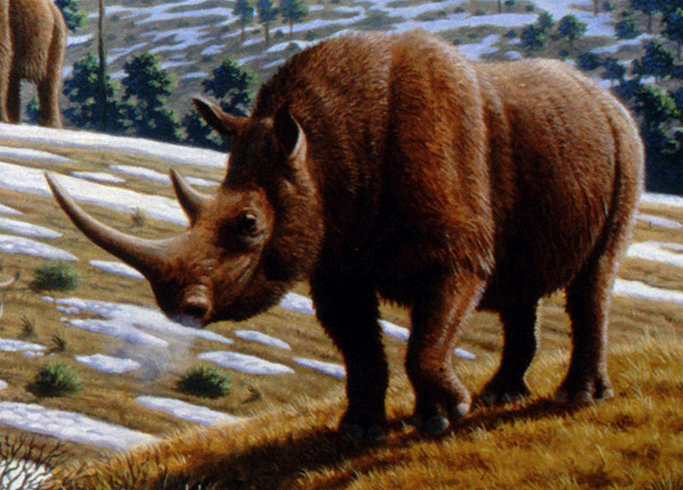
Nosorożec włochaty zamieszkiwał rozległe obszary Euroazji w plejstocenie

Nosorożcowate są starą rodziną ssaków. Pojawiły się jeszcze w epoce eoceńskiej, wywodząc się z tej samej grupy, co dwie inne blisko spokrewnione rodziny nosorożców, Hyracodontidae, do których zaliczały się największe lądowe ssaki wszech czasów, jak Paraceratherium, a także prowadzące częściowo wodny tryb życia Amynodontidae. Pierwsze właściwe nosorożcowate pojawiły się w Euroazji i były niewielkimi zwierzętami, dopiero późnej zwiększając swe rozmiary zgodnie z zasadą Cope’a. Nie miały też jeszcze rogów. W oligocenie osiągnęły już znaczną różnorodność, choć nie opanowały jeszcze Afryki, z którą kojarzą się obecnie. W epoce tej istniały już formy o średnich i dużych rozmiarach. W oligocenie pojawiły się też pierwsze rogate nosorożce, Diceratherium. Był to także jedyny znany przedstawiciel amerykańskiej megafauny przez 10 milionów lat.
Nosorożcowate osiągnęły istotny sukces ewolucyjny, obejmując szeroki zakres nisz ekologicznych. Dzięki dużym rozmiarom mogły wykarmić się szorstkim, słabej jakości pokarmem, w tym niską roślinnością bogatą w krzemionkę, na co odpowiedziały molaryzacją przedtrzonowcow. Jej stopień nie był jednak w obrębie gatunku cechą stałą, co doprowadziło do istotnego zamieszania w XX-wiecznej paleontologii, kiedy to na podstawie takich niestałych cech opisywano taksony, które potem okazywały się synonimiczne. Zwierzęta te zasiedliły Amerykę, Europę i Azję, a także Afrykę. Ich sukces z oligocenu nie trwał jednak wiecznie, jako że w miocenie doszło do wymarcia części linii wskutek zmian klimatycznych. Wymarły prawie wszystkie nosorożcowate amerykańskie, w Eurazji przetrwały tylko dwie linie. Przedstawiciele jednej z nich przypominały dzisiejsze nosorożce sumatrzańskie. Z tej właśnie linii wywodzi się sławny nosorożec włochaty, zamieszkujący w plejstocenie tereny północy Euroazji. Do dzisiaj nosorożce sumatrzańskie cechują się owłosieniem większym niż pozostałe nosorożcowate, zwłaszcza młode osobniki, tracące włosy z biegiem życia. Z drugiej strony pozycja nosorożca sumatrzańskiego na drzewie rodowym nosorożcowatych nie została do końca wyjaśniona. Zazwyczaj zalicza się go do azjatyckiej podrodziny Rhinocerotinae, wraz z rodzajem Rhinoceros, obejmującym nosorożce indyjskiego i jawajskiego. Jednakże część autorów uważa go za bliższego nosorożcowatym afrykańskim, z którymi łączy go posiadanie obu rogów.
W przeciwieństwie do starego nosorożca sumatrzańskiego gatunki z rodzaju Rhinoceros są znacznie młodsze. Nosorożec indyjski i nosorożec jawajski pojawiły się w środkowym plejstocenie.
W Afryce żyją obecnie prawdopodobnie dwa gatunki nosorożcowatych, nosorożec czarny i nosorożec biały. Ten ostatni obejmuje dwa podgatunki (nosorożec północny i południowy), których zasięg rozdziela prawdopodobnie rzeka Zambezi. W przeciwieństwie do świetnie pływających nosorożców Azji nosorożce białe nie należą do dobrych pływaków i nie potrafią przekroczyć większej rzeki. Oba podgatunki nie kontaktują się ze sobą prawdopodobnie od miliona lat, co skłoniło część autorów do uznania ich za osobne gatunki. Kontestatorzy tego pomysłu zwracają jednak uwagę na niewielkie różnice morfologiczne między nosorożcem północnym i południowym, optując za pozostawieniem obu form jako podgatunków.

## Tryb życia

### Cykl życiowy

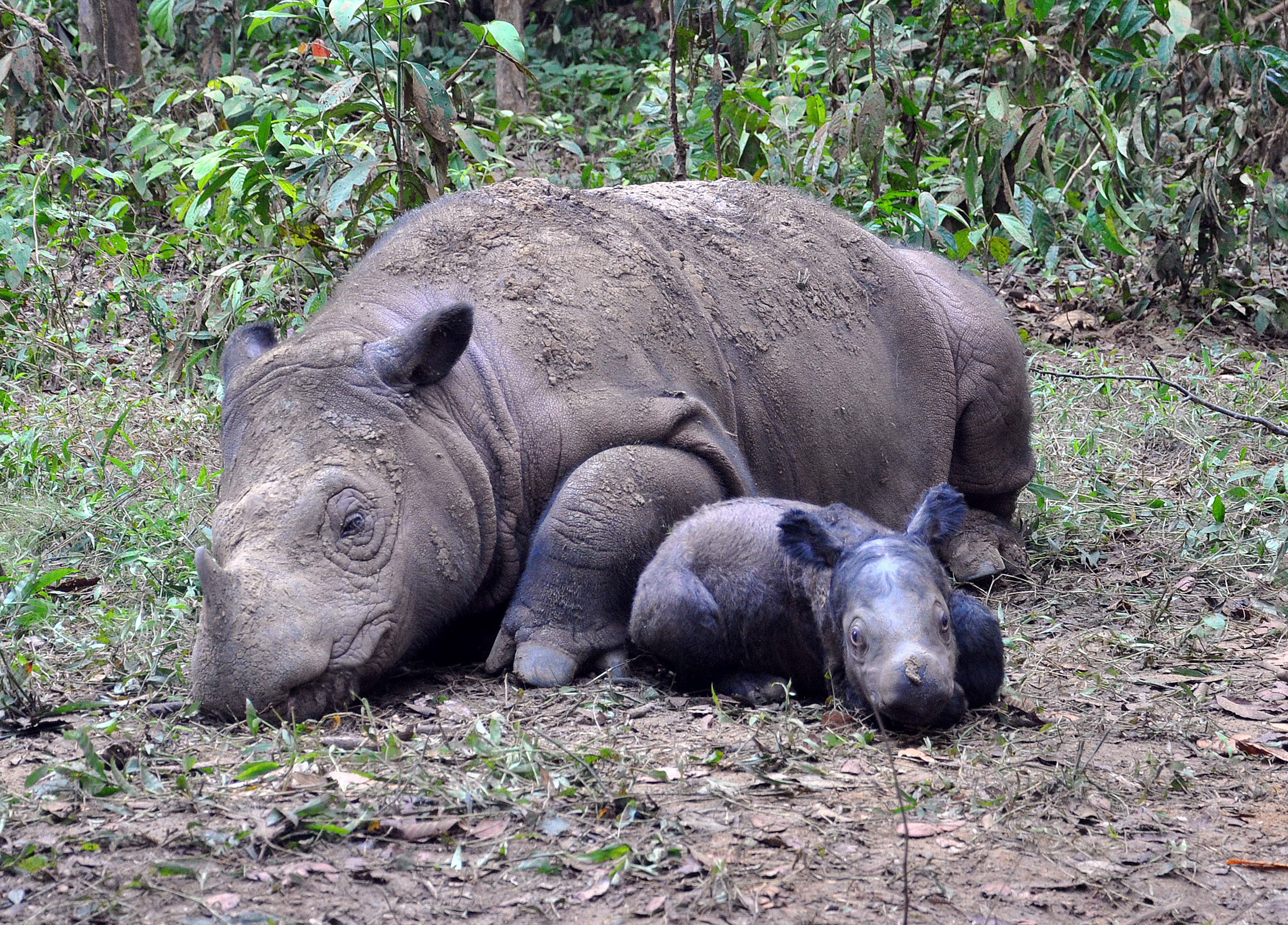
Nosorożcowate zazwyczaj żyją samotnie, a jedyne trwałe więzi obserwuje się między matką a młodym. Nosorożec sumatrzański

Nosorożcowate rozmnażają się powoli. Samice zaczynają miesiączkować i być zdolne do zapłodnienia już w wieku około 3 (nosorożec indyjski) czy 3,7 lat (nosorożec biały), co obserwowano w niewoli. Na wolności, gdzie warunki pokarmowe są znacznie gorsze, rzadko jednak dochodzi do takich sytuacji, a trzyletnie źrebię może jeszcze przebywać pod matczyną opieką. Przedłużanie gatunku zaczyna się raczej w wieku 6–7 lat, przynajmniej w przypadku nosorożców białego, czarnego i indyjskiego, jako że dane dotyczące nosorożców sumatrzańskiego i jawajskiego są ubogie. Jeszcze później do rozrodu przystępują samce, w wieku 13–15 lat. Osiągnięcie dojrzałości pod względem anatomicznym nie oznacza bowiem wcale, że samiec może spokojnie przystąpić do przekazywania swych genów następnemu pokoleniu. Nie chodzi tylko o rzadkie występowanie samic zdolnych do rozrodu, dojrzewających późno i odbywających długie przerwy pomiędzy kolejnymi ciążami. Na obszarach, gdzie zbiera się dużo płodnych samic, obecne mogą też być starsze, większe samce, blokujące swym młodszym konkurentom dostęp do samic. Nosorożce potrafią walczyć bardzo brutalnie. Nosorożce indyjskie używają w tym celu bardziej ciosów żuchwy niż rogów, co potwierdzają obserwacje samców o ułamanym rogu i wysokim statusie. To raczej utrata ciosów może się dla samca skończyć źle, nawet zgonem. Ciosy powoli odrastają, jednak nim odrosną, samiec nie jest w stanie obronić się przed atakami. Samce kąsają konkurentów, zwłaszcza w okolice głowy i ramion, pokrytych grubą, zasobną w fałdy skórą.
Agresywne zachowania samców skutkować mogą zgonem nawet połowy z nich, ale też 30% samic. Samica w rui może przemierzyć terytoria kilku samców, które interesują się jej stanem, sprawdzając jej mocz. Zaloty mogą trwać od 5 do 20 dni, przebiegają również bardzo agresywnie, obejmują też długie pościgi. U wszystkich nieparzystokopytnych zaloty mają w sobie dużo agresji, jednak u nosorożcowatych zjawisko to występuje intensywniej. Jego funkcja rodzi pytania. Samiec krzywdzący jedyną płodną samicę w pobliżu nie osiągnie bowiem dzięki temu większego sukcesu rozrodczego. Być może zachowania takie służą zmuszeniu do kopulacji samic niechętnych rozmnażaniu, na przykład wobec dostępności większych samców. Agresja dorosłych samców może także przejawiać się poprzez zabijanie młodych spłodzonych przez inne osobniki. Samica wtedy szybko wchodzi w ruję, umożliwiając agresorowi spłodzenie potomka. Kopulacja trwa od pół do całej godziny. Pod koniec samica daje znać samcowi, wychodzi spod niego. On jednak jeszcze jakiś czas spędza w jej otoczeniu, pilnując, by nie zbliżył się do niej inny samiec.
Ciąża trwa długo, u nosorożca indyjskiego 16 miesięcy, podobnie u nosorożca białego. Najczęściej nie występuje wyraźny okres narodzin, aczkolwiek u nosorożca czarnego występują dwa piki (styczeń-luty i czerwiec-sierpień), podobnie u białego (marzec i lipiec). Pomiędzy kolejnymi porodami upływa 2–2,5 lat. Córka nosorożca białego może po kolejnym porodzie jej matki powtórnie do niej dołączyć. Natomiast samica pozostaje płodna długo. Obserwowano samice ponadczterdziestoletnie, które w dalszym ciągu rodziły. Samice potrafią dożyć 50 lat, podczas gdy prowadzące bardziej gwałtowne życie samce dożywają 30 lat. Zazwyczaj rodzi się pojedyncze młode, rzadko zdarzają się bliźnięta. Noworodek, gdy tylko wstanie, zazwyczaj już 2–3 godziny po porodzie, poszukuje sutków matki. Przez pierwsze dni chwieje się na nogach. Młode szybko rośnie, przybierając u nosorożca indyjskiego 2–3 kg dziennie w niewoli. Cielęta żyjące na wolności są mniejsze, nawet o połowę. Zważone martwe czteromiesięczne młode ważyło przykładowo 158 kg. Karmienie mlekiem trwa u nosorożca białego rok, niekiedy półtora, przy czym samce ssą dłużej od samic. Matka może zajmować się młodym kilka lat. Niekiedy pozostawia młode, np. kiedy zbliża się do niej inny samiec, ale potem do niego wraca.

### Struktura społeczna

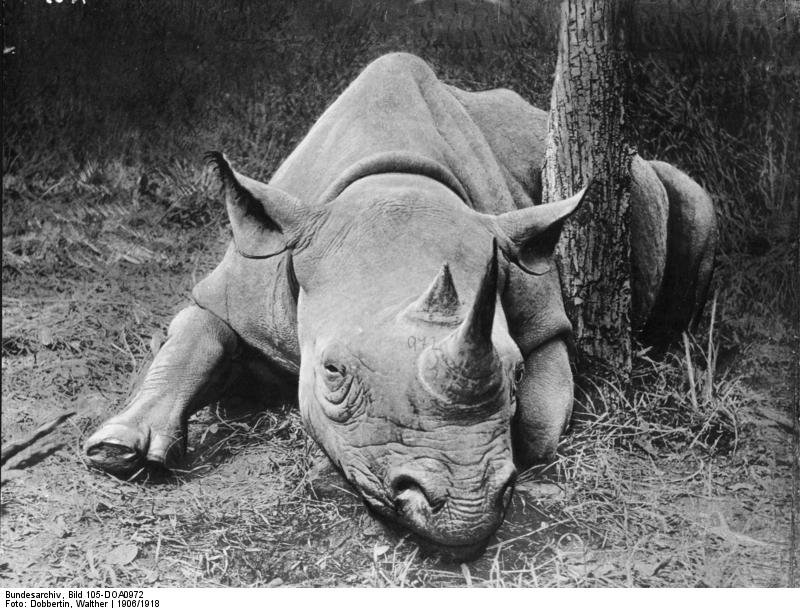
Nosorożcowate, jak nosorożec czarny, zazwyczaj żyją samotnie

Nosorożcowate zazwyczaj żyją samotnie. Samce mogą przejawiać zachowania terytorialne. Oznaczają swe terytorium moczem, który potrafią rozpylać na odległość 5 m, i odchodami, które rozgrzebują kończynami bądź też zdobią rozgrzebaną uprzednio ziemię. Korzystają też ze wspólnych latryn, oceniając dzięki nim węchem, które osobniki znajdują się w pobliżu. Zazwyczaj tolerują znane sobie zwierzęta. Natomiast w stosunku do nowych, nieznanych sobie osobników reagują agresją, która może skutkować zgonem. Szacuje się, że połowa samców nosorożca czarnego i 30% samic odchodzi na skutek ran zadanych im przez inne osobniki tego samego gatunku, i to pomimo ogólnej wysokiej odporności nosorożców, dobrze znoszących urazy. Niegdyś 20 nosorożców czarnych przeniesiono do Parku Narodowego Etosha, zamieszkiwanego już przed 11 osobników. W ciągu kolejnych sześciu tygodni poległo 5 z nowych zwierząt. Walkę nosorożce rozpoczynają od zmierzenia się wzrokiem, a że wzrok mają słaby, muszą to robić z bliska. Opuszczają głowy i szorują rogiem po ziemi. Nosorożce azjatyckie także prezentują ciosy i porykują. Sikają na odległość. Potem krzyżują rogi. Taksony azjatyckie używają także ciosów, zadając rany. W końcu jeden z walczących ssaków wycofuje się i ucieka. Wygrany często goni go, starając się gryźć po szyi, bokach, zadzie i brzuchu. Nosorożec indyjski często potem potrafi poszukiwać konkurenta. Jeśli przegrany samiec przeżyje, co nie jest oczywiste, wycofuje się. Niekiedy osiada na obszarze przyległym do granic terytorium zwycięskiego konkurenta, niekiedy pozostaje na części swych dawnych terenów, nie ośmielając się dalej oznaczać ich, co od tej pory będzie czynił zwycięski samiec. Nosorożce noszą blizny po walkach, świadczące o ranach, których nie przeżyłyby inne ssaki.
Samice mogą żyć samotnie, mogą też zbierać się w grupy. U nosorożca czarnego jest to rzadkie, aczkolwiek niekiedy mała liczba samic wspólnie żeruje. Córka może pozostać pod opieką matki po urodzeniu przez nią kolejnego dziecka. Znacznie częściej zbierają się samice nosorożca białego, niekiedy na raz kilkanaście sztuk. Obserwowano razem kilkanaście zwierząt, w tym samice z młodymi. Obserwowano też ponad 30 nosorożców indyjskich w jednym zbiorniku wodnym.
Ssaki te komunikują się ze sobą za pomocą węchu bądź słuchu, jako że wzrokiem dysponują słabym. Wydają z siebie różnorodne odgłosy. W przypadku nosorożca indyjskiego naliczono ich 10. Jednym z najczęstszych jest parsknięcie, towarzyszące spotkaniom zwierząt tego samego gatunku, najczęściej wydawane 2 razy, z przedziałem od jednego do dwudziestu. Do najgłośniejszych należy trąbnięcie (honk), często wydawane przez pokonane osobniki w walkach czy podczas ucieczki przed dominantem, niosące się na odległość kilometrów. Poddające się osobniki także beczą. Do innych głosów należą ryk oraz pisk, ten ostatni towarzyszący samcom zalecającym się do płci przeciwnej. W relacji matki i cielęcia słyszy się natomiast cichsze muczenie, niesłyszalne z większych odległości. Nosorożec czarny również parska na powitanie, a podczas walk wydaje z siebie trąbiące dźwięki. Gniew wyraża także parskaniem i odgłosami przypominającymi kichanie. Niepokój przekazuje dźwiękiem „wonk”, przechodzącym w krzyk, podczas gdy „mmwonk” wiąże się z odczuwanym spokojem. Szybszy oddech pojawiać się może zarówno w razie niepokoju, uspokojenia, jak i na powitanie innego osobnika.
Samice raczej nie wykazują terytorializmu, areały sąsiadujących samic zwykle pokrywają się w istotnym stopniu ze sobą. Samce również nie są w pełni terytorialne, ale w czasach grupowania się płodnych samic wykazują pewne zachowania terytorialne, a nawet walczą do śmierci. Nosorożce czarne mogą też bronić dostępu do terenów dostarczających atrakcyjnego pokarmu. Nosorożce indyjskie większość czasu spędzają wzdłuż rzek, rzadko oddalając się od nich na dalej niż 2 km. Nosorożce białe przemierzają dziennie 5 km w porze deszczowej. Podczas pory suchej przemierzają większe odległości, jako że rosną odległości do najbliższych zbiorników wodnych. Nosorożce poruszają się zygzakiem, zakreślając pętle. Powierzchnie zajmowane przez nosorożce wydają się małe jak na tak wielkich roślinożerców. Dorosła samica nosorożca indyjskiego zajmuje średnio 2,9 km² ± 0,9 km². Samce zajmują nieznacznie większe obszary ze średnią 3,3 km². Nie wydaje się to zależeć od pory roku, bardziej już od jakości środowiska, w szczególności lubianych przez te zwierzęta traw. Nosorożec jawajski zajmuje niewielkie obszary wobec ograniczonego zasięgu występowania. Znacznie większy teren zdaje się zajmować nosorożec sumatrzański, 50 km². Nosorożec czarny zajmować potrafi aż 99 km² na nieatrakcyjnych pod względem dostępności pokarmu równinach Serengeti. Zagęszczenia nosorożca białego wynoszą od 2,3 do 22,8 zwierzęcia na km², zależąc od pory roku i atrakcyjności siedliska, najwięcej na sawannach, nosorożca czarnego zaś między 0,01 a 1,5 na km².
Dużą część doby tak wielkie zwierzęta muszą poświęcać na żerowanie, by dostarczyć wielkiemu ciału odpowiednią ilość pokarmu. Najwięcej czasu poświęca na żerowanie największy nosorożec biały, ponad połowę doby (50–60%). Prowadzi on też w największym stopniu z nosorożców dzienny tryb życia. Bardziej nocny jest nosorożec czarny. Nosorożec indyjski pozostaje pomiędzy nimi. Trudno wypowiadać się o nosorożcach jawajskim i sumatrzańskim, napotykanych rzadko i słabo poznanych. Ich obecnie w dużym stopniu nocna aktywność może wynikać z unikania kłusownictwa. Ponadto samice konsumują dłużej niż samce. Może to wynikać z dwóch powodów. Po pierwsze samice bywają w ciąży bądź karmią młode mlekiem, co przekłada się na zwiększone zapotrzebowanie na substancje odżywcze. Po drugie samce poświęcają czas na nieznane samicom aktywności, jak patrolowanie zajmowanego terenu w poszukiwaniu samic celem płodzenia dzieci i innych samców celem uniemożliwienia im tego samego, w efekcie czego dochodzi do kosztownych energetycznie walk. Aktywność zależy jednak od pory roku, zwłaszcza w przypadku nosorożca indyjskiego. W porze suchej, a więc od lutego do czerwca, nosorożce wykazują dwa szczyty żerowania w niskiej roślinności: przed świtem i około zmierzchu, z wyższej korzystają nieregularnie. W kwietniu, mimo upalnej pogody, jest dość sucho, więc łatwo pozbyć się nadmiaru ciepła z organizmu i zwierzęta nie spędzają aż tyle czasu w wodzie. Od czerwca do października nastaje wilgotna pora monsunowa, związana wobec dużej wilgotności i słabego wiatru z większym ryzykiem przegrzania się. Wtedy nosorożce więcej czasu taplają się w bajorkach. Trawy skubią po północy i późnym popołudniem do wieczora. Nieregularnie żerują na wyższej roślinności i odpoczywają. Gatunki afrykańskie odpoczywają najczęściej w gorące południe, spoczywając pod drzewem czy na szczycie wzgórza, wystawiając ciało na powiew wiatru, bądź też w płytkim zbiorniku wodnym.

## Rozmieszczenie geograficzne
Rodzina obejmuje gatunki występujące w Afryce i Azji. Niegdyś obejmowała szerokie połacie Eurazji i Amerykę Północną. Obecnie występuje jeszcze na południu, wschodzie i w centrum Afryki oraz na południu i południowym wschodzie Azji.

## Ekologia

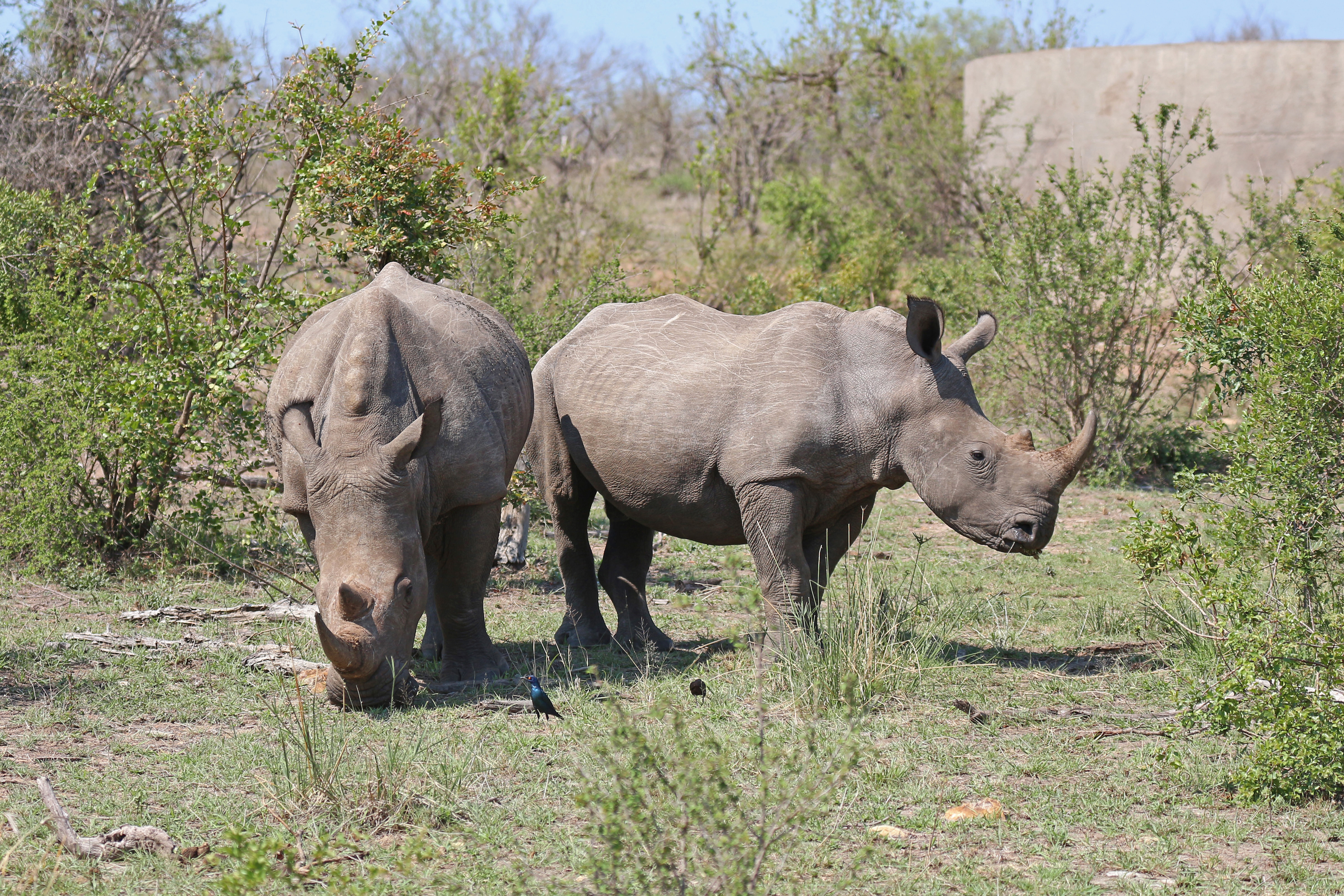
Nosorożec biały jest trawożercą

Nosorożcowate zamieszkują różnorodne siedliska.
Wielki nosorożec biały jest trawożercą. Zasiedla tereny trawiaste Afryki. Dzięki szerokim wargom i przystosowanym zębom potrafi nisko ścinać trawy, na wysokościach pozostawianych przez inne zwierzęta, jak bawół afrykański. Dzięki temu pobudza wzrost nowych traw, tworzy też strefy niskiej roślinności hamujące rozprzestrzenianie się pożarów. Preferencja w kierunku niskich traw może wiązać się z mniejszą ilością lignin, obficiej występujących w wyższych pędach. Do ulubionego pokarmu należą niskie Panicum coloratum, Urochloa mossabicensis, wyższe Panicum deustum i Panicum maximum rosnące pod drzewami, do których to w porze suchej dołącza Themeda triandra. Ścina trawy dość nisko, tworząc tzw. trawniki porównywane do pól golfowych, pobudzając wzrost niskiej trawy, bogatej w substancje odżywcze, stanowiące potem pokarm innych roślinożerców. Zwierzę unika natomiast lasów tropikalnych. Osobniki przenoszone na tereny górskie radziły sobie dobrze. Zwierzę potrafi nie pić kilka dni.
Nosorożec czarny odżywia się bardziej różnorodnie od większego krewniaka. W jego diecie naliczono ponad 200 gatunków roślin. Preferuje wyższą roślinność, zwłaszcza liście zrywane giętką górną wargą, nie pogardza też owocami. Na terenach suchych gustuje w sukulentach, bogatych w wodę. Szczególnie zjada wilczomlecz, nie bacząc na obecne w nim związki trujące dla innych zwierząt. Na wschodzie Afryki pożera zwłaszcza gatunek Euphorbia ingens, na zachodzie natomiast Euphorbia damariana. Pochłania rośliny wytwarzające lateks, który szkodzi człowiekowi nawet za dotknięciem. Tymczasem lateks widywano wokół ust nosorożca czarnego. Zjada Spirostachys africana. Trujące związki z jego diety ulegają rozkładowi w dużym jelicie ślepym zwierzęcia. Łatwo wytrzymuje niedobór wody, może się obyć bez niej kilka dni, czerpiąc wodę ze spożywanego pokarmu, jak to czynią inne pustynne ssaki, np. oryks. Dzięki temu zamieszkuje tereny pustynne, choć zazwyczaj pustyń unika. W Parku Narodowym Etoszy 86,5% epizodów spotkania nosorożca czarnego miało miejsce w 16,5% powierzchni parku leżącego poniżej 10 km od wody, tylko zaś 1% dalej niż 15 km. Może nie pić 5 dni, aczkolwiek mając wybór idzie do wodopoju codziennie. Zaobserwowano, że utworzenie nowych wodopojów powiększyło jego zasięg na jednym z obszarów chronionych. Gatunek nie unika terenów górskich, osiągając wysokość 2900 m nad poziomem morza w Kenii.
Oba nosorożce afrykańskie słabo pływają. Nie potrafią przekroczyć większej rzeki i kiedy w wodzie stracą grunt pod nogami, mogą się utopić. Niekiedy rozgrzebują zagłębienia w ziemi, w których zbiera się woda, tworząc płytkie bajorka. w których potem zażywają kąpieli błotnych, nie korzystają jednak w ten sposób z głębszych zbiorników wodnych. Błoto pomaga pozbyć się pasożytów skórnych takich jak kleszcze, których pozostałości znajdywano w błocie opadłym z nosorożca. Zwierzęta niekiedy wychodzą ubłocone z bajorka, by potem ocierać się o drzewa, ścierając z siebie błoto wraz z ektopasożytami.
Zupełnie inne siedliska zamieszkują nosorożce azjatyckie. W odróżnieniu od swych afrykańskich krewnych świetnie pływają i dużą część czasu spędzają w wodzie. Zasiedlają równiny zalewowe rzek, zalewane okresowo lasy. Nosorożec indyjski zasiedla tereny monsunowe, nadrzeczne łąki porosłe wysokimi na 6–8 m trawami, także u podnóża Himalajów. Co roku ulewne deszcze pokrywają je metrową warstwą mułu, zasypującego mniej pożywne krzewy i przynoszącego minerały wspomagające wzrost żywiących nosorożce traw. Świetnie pływając, nosorożec żywi się także roślinami wodnymi. Zasiedla tereny bogate w Saccharum spontaneum, nie tylko łatwostrawne, ale i pobudzane do wzrostu przez zgryzanie czy zalewanie. Przez większą część roku gatunek ten stanowi ponad połowę pokarmu ssaka. Mniej strawne są za to Narenga porphyracoma i Themeda arundinacea, co skutkuje mniejszymi zagęszczeniami nosorożców indyjskich w zdominowanych przez nie okolicach. Wysokich na 6–8 m „słoniowych traw” unika, jedząc zazwyczaj wyłącznie młode odrosty na przykład po pożarze. Niemniej ekstremalne powodzie nie służą nosorożcom, które potrzebują jednak jakiegoś lądu. W razie znacznych powodzi przenoszą się do niezalewanych lasów. Większość rezerwatów zdominowanych jest jednak przez unikaną przez nosorożce indyjskie z powodu tanin Shorea robusta. W lasach tych bogato rosną również inne nielubiane przez nosorożce rośliny, mało jest też wody. Nosorożec indyjski rzadko oddala się od wody na dalej niż 2 km. W Nepalu odnotowano 183 gatunki roślin, którymi się żywi, należące do ponad pół setki rodzin, wśród nich turzyce, paprotniki, rośliny wodne, pnącza, zioła. Na inne prócz traw gatunki roślin zwierzę przerzuca się w porze suchej, zwłaszcza Litsea monopetala i Mallotus philippinensis. Wtedy to trawy robią się bardziej suche. Obserwowano nosorożce gustujące w papryczkach chili, ale niekoniecznie już w gorczycy, konsumowanej przez nie rzadko.
Nosorożec jawajski prawdopodobnie zasiedlał także lasy mangrowe i zalewowe, zanim wyginął w Sundarbanach. Nosorożec sumatrzański preferował prawdopodobnie podobne, ale wyżej położone lasy. Niemniej obecny zasięg występowania obu gatunków jest ograniczony i może obejmować raczej obszary mniej zagrożone kłusownictwem niż siedliska rzeczywiście preferowane przez nosorożce. Pierwotny tropikalny las nie wydaje się najlepszym siedliskiem dla nosorożca jawajskiego. Żeruje on głównie w lesie wtórnym, na polanach, miejscach po upadłych drzewach, gdzie następuje intensywny wzrost nowych roślin, produkujących dużo białka, a niewiele toksycznych wtórnych metabolitów. Nosorożce jawajskie prawdopodobnie skorzystały na zniszczeniu lasu po erupcji Krakatau pod koniec XIX wieku, po której zaczął odrastać nowy las. Obecnie zdaje się on już zbyt dojrzały i liczebność nosorożców maleje. Dominująca w podszycie Arecia pinnata nie stanowi dla nich dogodnego pokarmu, w przeciwieństwie do Acacia pennata, Bambusia, Calamus, Cyathea, Strychnos nux-vomica. Ostatni z wymienionych jest trujący, aczkolwiek nie wiadomo, czy nosorożce zjadają tylko mięsiste owoce, czy także inne, toksyczne, części tych roślin.
Dużą część czasu, nawet 8 godzin na dobę, w porze deszczowej, ciepłej i wilgotnej, kiedy to termoregulacja staje się trudna, a ryzyko przegrzania organizmu rośnie, nosorożce spędzają w wodnych bajorkach. Potrafi gromadzić się w nich nawet ponad 30 sztuk nosorożca indyjskiego, który nie wykazuje w nich terytorializmu. Taplanie się spełnia zarazem funkcję społeczną, nie tylko jako zachowanie stadne. Nosorożec oddając mocz do wody w której się kąpie, pozostawia w niej swój zapach, przekazując w ten sposób informacje innym, taplającym się później, zwierzętom. Nosorożec sumatrzański, kiedy brakuje niewielkich bajorek, korzysta z lasów mangrowych i większych zbiorników, ale zwykle pozostaje przy brzegu, gdzie jest więcej błota, i drąży w nim, zmieniając brzegi zbiornika. W chłodniejszej porze roku czas spędzany w wodzie jest znacznie krótszy.
Nosorożce azjatyckie zasiedlają tereny znacznie liczniej zamieszkiwane przez człowieka niż afrykańskie sawanny nosorożców czarnych czy białych. W efekcie pojawiają się też w środowiskach zmienionych ręką człowieka, w tym wśród upraw pszenicy, kukurydzy, ryżu czy soczewicy. Uznaje się je za szkodniki. Nosorożce jawajskie zapuszczają się także na plantacje herbaty, gdzie ludzie, nie bacząc na ich status gatunku krytycznie zagrożonego wyginięciem, zabijają je.
Wszystkie gatunki azjatyckie korzystają z lizawek solnych. Nosorożec sumatrzański używa ich raz w tygodniu. Nosorożec indyjski znajduje je w lasach Shorea robusta.

## Zagrożenia i ochrona

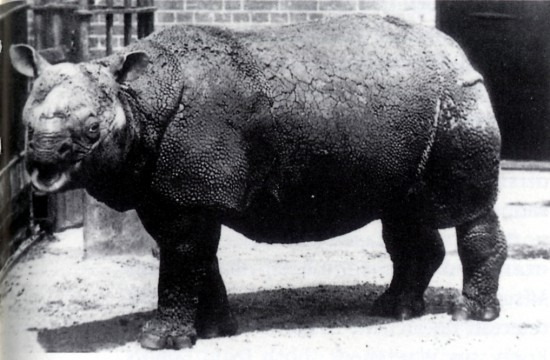
Nosorożec jawajski jest najbardziej zagrożonym gatunkiem ssaka na świecie

Nosorożcowate niegdyś zamieszkiwały szerokie połacie wielu kontynentów. Obecnie przetrwało 5 gatunków, z których wszystkim zagraża wyginięcie, choć w różnym stopniu.
W Afryce gęstość zaludnienia na wielu zamieszkiwanych przez nosorożce obszarach jest cały czas niewielka, a działalność człowieka ograniczona. Obszary zachowanej dzikiej przyrody osiągają niekiedy wielkość całych europejskich krajów. Głównym zagrożeniem jest raczej kłusownictwo celem pozyskania cennych rogów, sprzedawanych po 30 000 dolarów za kilogram. Kłusownictwu sprzyja niepewna sytuacja polityczna w wielu afrykańskich krajach, miejscowe przewroty i powstania, a także związana z nimi znaczna dostępność broni. Kraje południa Afryki podjęły pod koniec XX wieku dość kontrowersyjną akcję odcinania nosorożcom rogów w nadziei, że zniechęci to kłusowników. Akcja ta nie odniosła istotnego sukcesu. Z jednej strony pozbawienie rogu pojedynczego zwierzęcia wiązało się z kosztem półtora tysiąca dolarów, co pozwalało na ochronę w ten sposób jedynie niewielkiej populacji. Zwolennicy akcji podkreślali, że wystarczy obciąć rogi tylko części populacji, a już wtedy kłusownictwo stanie się nieopłacalne, jednakże kłusownicy i tak zabijali nosorożce, niekiedy nie sprawdzając przed zabiciem, czy zwierzę w ogóle ma róg. Poza tym rogi, zbudowane z keratyny jak włosy czy paznokcie, dość szybko odrastają, a wysoka cena rynkowa czyniła opłacalnym pozyskanie już młodego, jednorocznego odrostu. Ponadto zaczęły pojawiać się dane o zwiększonej śmiertelności młodych bezrogich samic z powodu hienowatych i lwów. W efekcie z tej praktyki wycofano się.
Nosorożec czarny zasiedlał w przeszłości dużą część Afryki, licząc przynajmniej 300 000, a być może nawet milion osobników. Później jego zasięg występowania zmniejszył się gwałtownie, w dużej mierze na skutek polowań przez kłusowników. W pewnym momencie pozostały już tylko niewielkie populacje w kilku objętych ochroną miejscach. Jednakże zwiększyły one następnie swą liczebność, osiągając maksymalny rozmiar w danym miejscu, w efekcie czego nosorożce zaczęto przenosić w inne miejsca. Szczególnie udała się ochrona w Parku Narodowym Etoszy w Namibii, gdzie niewielka grupka rozrosła się w 800 sztuk.
Mniej szczęścia miał północny podgatunek nosorożca białego. Do końca XX wieku pozostały niewielkie populacje, a niedługo później ostatnie żyjące na wolności osobniki zdechły. Wobec niewielkiej liczby zwierząt pozostałych jeszcze w ogrodach zoologicznych nie ma szans na przywrócenie podgatunku. O skraj zagłady otarł się także podgatunek południowy tego samego gatunku, w najgorszym okresie licząc jakieś 100 zwierząt w jednym z rezerwatów na południu kontynentu około 1900 roku. Liczba osobników rosła jednak w rezerwacie Hluhluwe-Umfolozi, z którego przenoszono je w inne miejsca. W efekcie liczebność przekroczyła 20 000 sztuk, a status gatunku spadł do NT (Near Threatened).
Zupełnie inaczej wygląda sytuacja w państwach azjatyckich, cechujących się dużym zagęszczeniem populacji człowieka rozumnego i nielicznymi jedynie niezniszczonymi przez człowieka siedliskami. W sumie wszystkie populacje liczą niecałe 2700 osobników, przy czym jedynie dwie populacje liczą ponad setkę nosorożców. Z drugiej strony miejscowa ludność zazwyczaj nie ma dostępu do broni. Pojedyncze przypadki, kiedy wybuchło lokalne powstanie i w rękach miejscowej ludności pojawiła się broń, wiązały się z wytrzebieniem lokalnych populacji nosorożców.
Nosorożec indyjski, niegdyś liczący prawie pół miliona sztuk, a potem uważany za zwierzę pozostające pod ochroną królewską, ostał się jedynie w kilku miejscach, w tym w parkach narodowych Kaziranga i Royal Chitwan. Był z nich potem przenoszony w inne miejsca. W niektórych w ochronie uczestniczy miejscowa ludność, czerpiąca zyski z turystyki.
Znacznie gorzej wygląda sytuacja nosorożców sumatrzańskiego i jawajskiego. Nosorożec sumatrzański ostał się w kilku miejscach, w tym na północy Borneo, jednak żadna populacja nie przekracza 50 zwierząt. Spektakularną porażką zakończyła się próba hodowli i rozrodu w niewoli, rozpoczęta odłowem populacji skazanej w naturze na wymarcie. W niewoli ssaki te nie tylko nie chciały rozmnażać się, ale dość szybko umierały. Kilka młodych narodziło się co prawda w zoo w Cincinatti, ale nie osiągnięto rozrodczości obserwowanej w naturze. Jednym sposobem utrzymania istnienia gatunku są próby ochrony go w jego naturalnym środowisku we współpracy z miejscową ludnością.
Jeszcze gorzej wygląda sytuacja nosorożca jawajskiego, uznawanego za najbardziej zagrożonego ze ssaków. Pozostały wyłącznie dwie populacje. Mniejsza z nich żyła na granicy Wietnamu z Kambodżą. Jednakże liczebność jej szacowano na zaledwie kilka zwierząt, a ostatni raz napotkano osobnika martwego, zabitego przez kłusowników. W efekcie uznano, że populacja wymarła. Natomiast w Parku Narodowym Ujung Kulon na Jawie żyje około 50 sztuk. Tak mała liczebność w jednym miejscu rodzi istotne problemy, narażając gatunek na wymarcie z powodu chorób czy wybuchu wulkanu.

## W kulturze
Nosorożcowate odgrywają istotną rolę w kulturze. Europejczycy zapoznali się z istnieniem takiego zwierzęcia w 1515, kiedy to Albrecht Dürer przedstawił je na drzeworycie, aczkolwiek w sposób odbiegający od rzeczywistych cech zwierząt. Wcześniej już w europejskiej kulturze obecny był mityczny jednorożec, aczkolwiek stworzenie znaczniej bardziej zwinne od przygrubego nosorożca. Nosorożce bywały też uznawane za święte zwierzęta w Azji. W Nepalu były własnością władcy, a zabiciem nosorożca państwo zajmowało się pieczołowiciej niż zabójstwem człowieka.
W Azji nosorożce wykorzystuje się w medycynie tradycyjnej, zwłaszcza chińskiej, dokładniej rogi, pomimo braku dowodów na działanie. Wbrew rozpowszechnionemu poglądowi róg nosorożca nie jest wykorzystywany jako afrodyzjak. Azjaci wykorzystują go raczej do leczenia gorączki. Stosują przy tym bardzo niewielkie ilości sproszkowanego rogu, tak że zapotrzebowanie jest niewielkie, a pojedynczy róg mógłby zaopatrzyć cały kraj na okres roku. Pojawiają się również informacje, jakoby róg miał leczyć raka. Pomimo tego cena na czarnym rynku może wynosić 30 000 dolarów za kilogram i nosorożce padają ofiarami kłusowników. Cena rogów gatunków azjatyckich przekracza tutaj ceny rogów nosorożców z Afryki, być może na skutek mniejszych rozmiarów rogów.